# Cas Anvar
Pour les articles homonymes, voir Anvar.
Cas Anvar est un acteur canadien, en particulier actif dans le doublage, et écrivain.

## Enfance
Né à Regina, au Saskatchewan, de parents iraniens, il grandit à Montréal, Québec. Anvar parle anglais, français, persan, et de manière limitée, arabe, ourdou et espagnol. Il étudie à la National Theatre School of Canada.

## Carrière
Anvar est connu pour son rôle du Dr Singh, dans la série télévisée en 17 épisodes The Tournament,. Il est apparu dans le film de Duncan Jones, Source Code, et a commencé le doublage en 2011 avec Assassin's Creed: Revelations. Anvar incarne Dodi Fayed avec Naomi Watts dans Diana en 2013. En 2014, il joue un des rôles principaux dans la série télévisée de science-fiction sur Syfy, The Expanse, diffusée depuis 2015. En 2016, il a rejoint la saison 3 de The Strain dans le rôle de Sanjay Desai.

## Accusations de harcèlement et d’agressions sexuelles
En juin 2020, Alcon Entertainment a embauché une entreprise indépendante pour enquêter sur plus d’une trentaine d’accusations de harcèlement sexuel et d’agressions sexuelles contre Cas Anvar,. En novembre 2020, le studio Alcon a annoncé que Cas Anvar ne reviendrait pas dans la sixième et dernière saison de The Expanse.

## Filmographie
| Année | Titre                | Rôle                     | Notes |
| ----- | -------------------- | ------------------------ | ----- |
| 2000  | Seducing Maarya (en) | Zakir                    |       |
| 2003  | Issue fatale         | Constable Salam Barakat  |       |
| 2003  | Le Mystificateur     | Kambiz Foroohar          |       |
| 2011  | Source Code          | Hazmi                    |       |
| 2012  | Argo                 | Gardien de la révolution |       |
| 2013  | Diana                | Dodi Al-Fayed            |       |
| 2015  | Room                 | Dr Mittal                |       |
| 2015  | Épisode: "Sundown"   | Capitaine Eric Cern      |       |
| 2015  | Miss India America   | Deep Panday              |       |
| 2019  | The Operative        | Farhad                   |       |

| Année     | Titre                                     | Rôle                               | Notes                       |
| --------- | ----------------------------------------- | ---------------------------------- | --------------------------- |
| 1996-1998 | Watatatow                                 | Atys                               |                             |
| 2001      | The Sign of Four                          | un Sikh                            | téléfilm                    |
| 2005      | The Tournament                            | Le Dr Singh                        | Rôle principal, 17 épisodes |
| 2010      | Lost : Les Disparus                       | Omer Jarrah                        | Épisode: "Sundown"          |
| 2011      | Neverland                                 | Monsieur Starkey                   | Télévision mini-série       |
| 2011-12   | Xeno-Date                                 | Sirus                              | Websérie, 8 épisodes        |
| 2013      | Air Force One ne répond plus              | Kamel (V. F. : Jean-Marc Charrier) | Téléfilm                    |
| 2013      | Trafic de bébés                           | Vikram (VF : Nessym Guetat)        |                             |
| 2015      | Olympus (en)                              | Xerxès                             | Rôle récurrent, 7 épisodes  |
| 2015–2021 | The Expanse                               | Alex Kamal                         | Rôle principal              |
| 2016-2017 | The Strain                                | Sanjay Desai                       | Rôle récurrent              |
| 2016      | Esprits criminels : Unité sans frontières | Dale Hanah                         | téléfilm                    |

| Année | Titre                        | Rôle                | Notes    |
| ----- | ---------------------------- | ------------------- | -------- |
| 2011  | Assassin's Creed Revelations | Altaïr ibn-La''Ahad | Doublage |
| 2012  | Call of Duty: Black Ops II   | Le Mollah Rahmaan   | Doublage |
| 2012  | Halo 4                       | Dalton              | Doublage |